# タカキタ
株式会社タカキタ（英: TAKAKITA CO.,LTD. ）は、飼料作りなどの農業機械の製造・販売メーカーである。

## 主力製品・事業
- 土づくり作業機
- 粗飼料収穫・調製作業機
- 給餌作業機
- 除雪作業機

## 主要事業所
- 本社・工場 - 三重県名張市夏見2828
- 札幌工場 - 札幌市東区北丘珠2条3丁目1-20
- 営業所 - 札幌　豊富　北見　中標津　帯広　東北　南東北　関東　関西　中国　九州　南九州（全国12営業所）

## 沿革

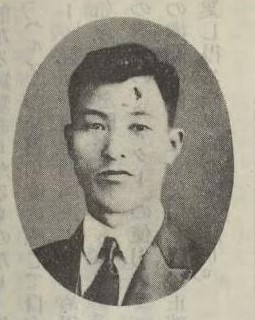
創業者の高北新治郎

- 1912年（明治45年） - 高北新治郎が犂の製作を開始。高北新治郞が梅田金物店から独立し、行商しながら犂作りを始めた1912年を創業年と定めている。
- 1913年（大正2年）　- 店名を高北農具製作所とし、初の犂製品を開発。「大正式進歩犂」と命名する。
- 1928年（昭和3年）　- 株式会社高北農具製作所を設立。砕土機「コニカルハロー」、コニカル畜力水田除草機を発売。
- 1945年（昭和20年） - 株式会社高北農機製作所を設立。株式会社高北農具製作所を主体として、合資会社町野鍛造所、町野兼松鍛造所、常保鍛造所を統合して設立。
- 1961年（昭和36年） - 商号を高北農機株式会社に改称。
- 1962年（昭和37年） - 名古屋証券取引所市場第2部に上場。
- 1963年（昭和38年） - 東京証券取引所市場第2部に上場。
- 1970年（昭和45年） - 光洋精工株式会社（現社名ジェイテクト）と業務提携。
- 1986年（昭和61年） - タナシン電機株式会社と業務、資本提携。
- 1988年（昭和63年） - 商号を株式会社タカキタに改称。
- 2009年（平成21年） - タナシン電機との業務提携を解消、電器音響事業から撤退した[1]。
- 2015年（平成27年） - 東京証券取引所および名古屋証券取引所の市場第1部に指定替え。
- 2016年（平成28年） - 合弁会社 山東五征高北農牧機械有限公司を設立。

- 2022年（令和4年）　- 東京証券取引所第一部から同スタンダード市場へ、名古屋証券取引所第一部から同プレミア市場へ移行。